# Méfou-et-Akono
Méfou-et-Akono ist ein Département der Region Centre in Kamerun.
Auf einer Fläche von 1329 km² leben nach der Volkszählung 2001 57.051 Einwohner. Die Hauptstadt ist Ngoumou.

## Gemeinden
- Akono
- Bikok
- Mbankomo
- Ngoumou